# Јован Бијелић
Јован Бијелић (Ревеник, 30. јун 1884 — Београд, 12. март 1964) био је српски и југословенски сликар и академик. Бијелић је један од најзначајнијих југословенских ликовних стваралаца између два светска рата и један од најзначајнијих српских представника колористичког експресионизма.

## Биографија
Јован Бијелић је пошао у основну школу у Босанском Петровцу са напуњених осам година, што је било природно јер му је школа била 8 до 10 km удаљена од куће. По завршеној основној школи уписује се у Велику гимназију у Сарајеву. Након завршена два разреда гимназије прелази у Занатлијску школу која му омогућава развој његових склоности. Када је 1906. године у Сарајево дошао чешки сликар Јан Карел Јановски и отворио сликарску школу, Јован Бијелић се уписао у ту школу у којој је током школовања добио солидне занатске темеље за свој даљи рад и усавршавање. Даље сликарско образовање Бијелић је стекао од 1909. до 1913. студирајући сликарство у Уметничкој академији у Кракову. код Т. Аксентовића, Л. Вичуловског и Ј. Панкијевића. Боравио је у Паризу 1913/14, а од 1915. код Влахе Буковца у Прагу.
По завршетку школовања добија посао наставника цртања у гимназији у Бихаћу. Овај посао му је омогућавао да избегне војну обавезу а имао је доста слободног времена да се посвети сликарству. У Бихаћу је провео од 1915. до 1919. године. Ту се оженио Софијом, засновао породицу добио двоје деце кћер Дубравку и сина Северина.
Прву изложбу приредио је 1919. у Загребу и тада је позван у Београд, да буде сценограф а потом и шеф сликарске радионице Народног позоришта.
Највише је сликао портрете, пејзаже, мртву природу и композиције. Прошао је кроз неколико фаза у којима је изражен утицај кубизма у скулптурској концепцији чврсто моделоване форме и шкртости палете, а потом је под утицајем фовизма стварао колоритна дела изузетне сочности и чулне експресије. У последњој фази, растварао је предмете узнемиреним потезима боје.
Прву самосталну изложбу имао је 1917. у Сарајеву, а другу 1919. у Загребу. Учествовао је на многим колективним изложбама. Самосталне изложбе имао је и у Београду (1929, 1932, 1957, 1968), Љубљани (1959) и Бихаћу (1960). Његова дела налазе се у више музеја и галерија: Музеј савремене уметности и Народни музеј у Београду (38 дела), у Спомен збирци Павла Бељанског у Новом Саду итд. Добитник је великог броја сликарских награда.
Нека од његових најпознатијих дела су: „Портрет девојке“, „Купачица“ (1929), „Јајце“ (1924), „Кћи уметникова“ (1927/28), „Двориште“ (1928), „Женски акт“ (1929), „Сарајево“ (1932), „Портрет старице“ (1941), „Девојчица с лутком“ (1928), „Дечак јаше лава“ (1929), „Апстрактни предео“ (1920).
Један је од оснивача и припадник сликарских група „Облик“, „Самостални“ и „Независни“. Редовни члан Српске академије наука и уметности био је од 1963.
Сахрањен је у Алеји народних хероја на Новом гробљу. У београдској општини Вождовац постоји улица, која носи назив Јована Бијелића.

## Бјелићеви ђаци
Педагошким радом Јован Бијелић је почео да се бави док је службовао као наставник цртања гимназије у Бихаћу од 1915. до 1919. године. Подучавање у сликарским вештинама је почео 1917. године дајући приватне часове 16-годишњем Мухамеду Куленовићу. Када је прешао у Београд, наставио да се бави педагошким радом, имао је приватну школу из које је изашао читав низ сликара који су касније популарно звани Бјелићеви ђаци. Из ове школе која се налазила у атељеу Јована Бијелића на тавану II мушке гимназије, су изашли следећи сликари, у првој групи: Павле Васић, Ђорђе Поповић и Предраг Милосављевић, а касније у другом кругу: Никола Граовац, Љубица Сокић, Даница Антић, Миомир Денић, Алекса Челебоновић, Ристић, Чедомир Васић, Стојан Трумић, Јурица Рибар, Богдан Шупут, Бора Грујић, Бора Барух, Миливој Николајевић, Душан Влајић, Олга Радосављевић. Ова школа је била популарна међу младима који су желели да се баве ликовном уметношћу.
Десеторо ђака „Бијелићеве сликарске школе“ је касније формирала сликарску групу познату под називом „Десеторо/Десеторица“ и представљала је младе југословенске сликарске снаге тога доба. Сликарска група „Десеторо“ је заједнички излагала 1940. године у Београду и Загребу. Групу су сачињавали: Даница Антић, Боривој Грујић, Никола Граовац, Душан Влајић, Миливој Николајевић, Јурица Рибар, Љубица Сокић, Стојан Трумић, Алекса Челебоновић и Богдан Шупут. Иако по свом саставу хетерогена, група се састојала од 2 жене и 8 мушкараца, било је ту академских сликара, са другим факултетским образовањем, али и сликара по вокацији, припадали су разним друштвеним слојевима од радништва, интелигенције до буржоазије. Заједничко овој групи је било то, што су сви били сликари и ђаци Јована Бијелића. Неки од ових уметника су страдали у Другом светском рату, а они који су преживели били су значајни ликовни ствараоци у послератном периоду.

## Група „Облик“
Заједно са својим колегама Петром Палавичинијем и Бранком Поповићем, Јован Бијелић је 1926. године формирао групу „Облик“ коме приступају: Петар Добровић, Живорад Настасијевић, Тома Росандић, Вељко Станојевић, Сретен Стојановић, Сава Шумановић и Марино Тартаља као чланови оснивачи, а касније овој групи приступају: Игњат Јоб, Зора Петровић, Иван Радовић, Мате Размиловић, Ристо Стијовић, архитект Драгиша Брашован. Ова групу су сачињавали већ афирмисани ликовни уметници. Правила групе су донета на седници од 8. новембра 1930. године а Министарство унутрашњих послова их је потврдило 20. јула 1932. године.
Формирање групе „Облик“ имало је пресудан утицај на афирмацију и шири продор савремених уметничких схватања и струјања у београдском ликовном центру. Најзначајнији допринос овоме је сигурно дао Јован Бијелић који не само да је био оснивач него и главни стуб ове групе. Његов смисао за педагошки рад је и овде одиграо значајну улогу. Успех ове групе био је уједно и успех самог Јована Бјелића.

## Уметнички опус
Јован Бијелић је био веома плодан стваралац, огледао се у разним уметничким дисциплинама и техникама. Иза уметника су остала дела:
- 981 слика у уљу
- 103 акварела
- 52 пастела,
- 676 цртежа
- 19 илустрација књига
- 94 сценографије
- 8 објављених приповедака и једна у рукопису
- 1 превод

## Самосталне изложбе
Јован Бијелић је у току свог живота излагао на близу 200 групних изложби у земљи и иностранству, а самосталне изложбе су му биле:
- 1919. Загреб, Салон Улрих,
- 1929. Београд, Уметнички павиљон,
- 1932. Београд, Уметнички павиљон,
- 1957. Београд, Уметнички павиљон,
- 1957. Сарајево, Уметнички павиљон,
- 1958. Љубљана, Јакопичев павиљон,
- 1960. Бихаћ, Музеј АВНОЈ-а и Поуња,
- 1961. Зрењанин, фоаје Народног позоришта,
- 1964. Панчево, Атеље младих,
- 1968. Београд, Музеј савремене уметности,
- 1968. Сарајево, Уметничка галерија.

## Награде и признања
- Октобарска награда;[7]
- Седмојулска награда[7]
- Орден рада првог реда[7]
- Награда Геце Кона (1936)[4]
- Почасна диплома на Светској изложби у Паризу (1937)[4]
- Награда Бихаћа (1959)[4]